# Острів Джеймса Росса
Острів Джеймса Росса (англ. James Ross Island) — крижаний острів в Антарктиді, біля східного узбережжя північної частини Антарктичного півострова, у морі Ведделла в Південному океані. Згідно Антарктичному договору на острів, як і на весь континент, не поширена юрисдикція жодної держави. Дозволена тільки наукова діяльність. Але не зважаючи на договір, на острів пред'являють територіальні претензії три держави: Чилі, Велика Британія та Аргентина.

## Географія

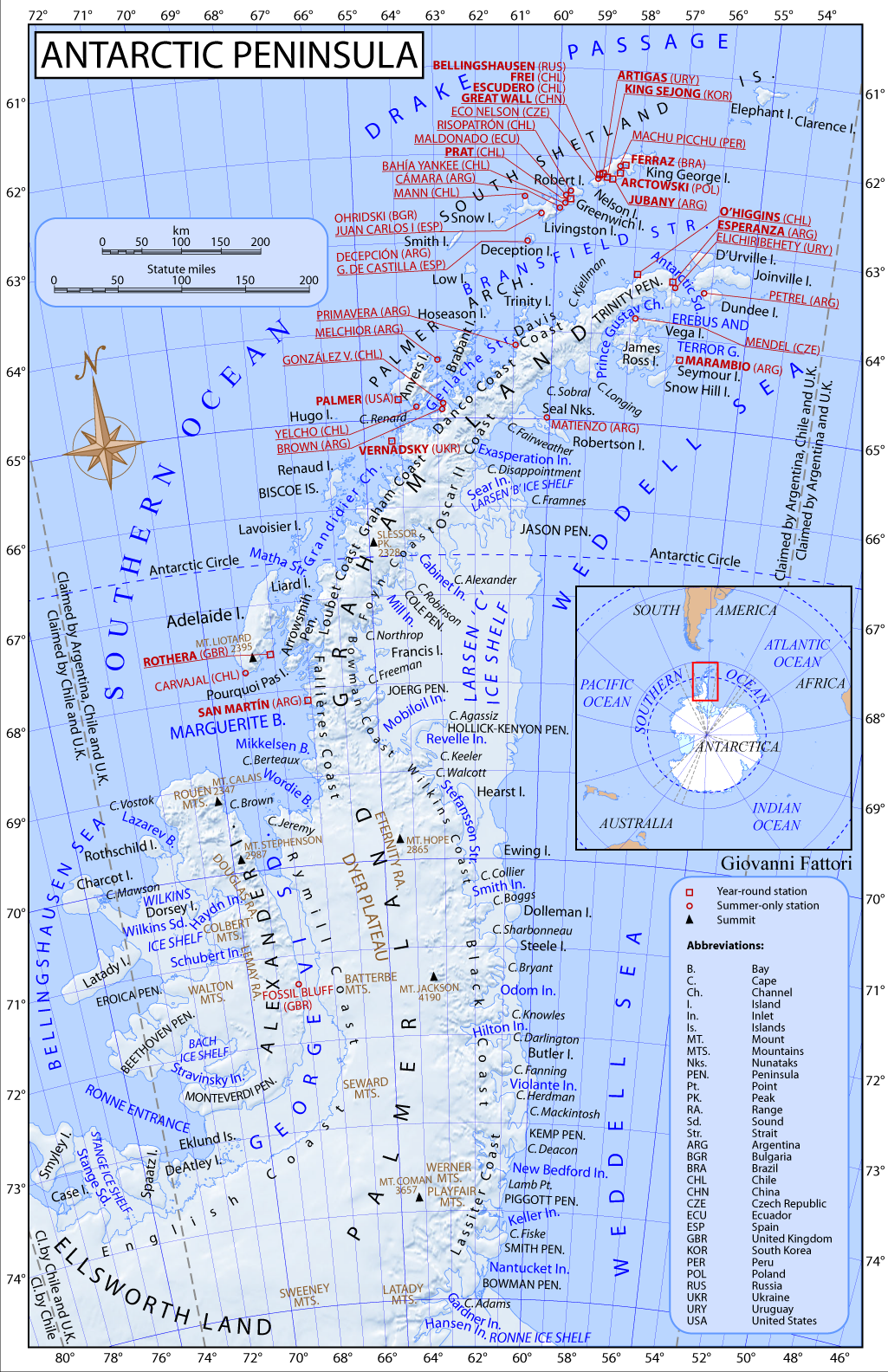
Мапа Антарктичного півострова;
(о. Джеймса Росса розташований у верхньому правому куту мапи)

Острів розташований у південних широтах Південного океану, приблизна за 7 км на схід від північної частини узбережжя Антарктичного півострова і відділений від нього протокою «Канал принца Густава».
Острів простягся з півночі на південь на 75 км, при максимальній ширині 64 км. Має площу — 2598 км² (176-те місце у світі).
Це один з декількох островів коло північної частини Антарктичного півострова, відомої як Земля Ґреяма, яка розташована найближче до Південної Америки, ніж будь-яка інша частина Антарктиди.
На крайньому північному узбережжі острова розташована полярна антарктична станція Мендель (63°48′3″ пд. ш. 57°53′0″ зх. д. / 63.80083° пд. ш. 57.88333° зх. д.), це сезонна («літня»), чеська антарктична база.

## Історія
Острів вперше був нанесений на карду у жовтні 1903 року Шведською антарктичною експедицією (1901—1904) під керівництвом Отто Норденскьольда та Карла Антона Ларсена. Норденскьольд назвав його на честь сера Джеймса Росса, керівника британської експедиції в цей район у 1842 році, яка відкрила і приблизно нанесла на карту ряд об'єктів уздовж східного узбережжя острова. Додаток "Джеймс" до назви острова Росса був використаний, щоб уникнути плутанини з більш широко відомим островом Росса у протоці Мак-Мердо.
До 1995 року острів був з'єднаний з материковою частиною Антарктиди шельфовим льодовиком, коли льодовий шельф розвалився, то протока канал принца Густава стала прохідною для кораблів.

## Бухта Рош
Бухта Рош (англ. Rohss Bay, 64°12′ пд. ш. 58°16′ зх. д. / 64.200° пд. ш. 58.267° зх. д.) — бухта шириною 20 км, між мисами Бромс та Обеліск, на південному-заході острова Джеймса Росса. Вона була виявлена Шведською антарктичною експедицією, 1901-04 років і названа, керівником експедиції, на честь Августа та Вільгельма Рошів, меценатів експедиції.

## Палеонтологія
На острові палеонтологами були виявлені кістки доісторичних тварин — динозаврів:
- У 1986 році — рослиноїдний динозавр антарктопельта;
- У 2002 році — птахотазовий рослиноїдний орнітопод, який у 2015 році був названий  моррозавр антарктичний[en].
- У 2003 році — найпоширеніший на землі хижак Мезозойської ери — теропод на прізвисько "Наз". Це другий антарктичний теропод, відкритий після Криолофозавра, який був знайдений на горі Кіркпатрик.
- У 2008 році — орнітопод, який у 2013 році був названий трінізауром[en].